# チャガタイ語
チャガタイ語（チャガタイご）は、中央アジアのテュルク系言語を基礎とし、それにペルシア語やアラビア語の語彙語法を加えた言語。チャガタイ・トルコ語とも呼ばれる。現在は死語である。
15世紀のティムール朝の時代を中心に中央アジアとイラン東部で発達した文語で、20世紀まで中央アジア、南ロシアなどの地域で使用された。13世紀から17世紀にかけて中央アジアに存在したチャガタイ・ハン国（チャガタイ・ウルス）に住む遊牧民の総称である「チャガタイ」に由来する。

## 特徴
過去に中央アジアで使用されていたカラハン朝トルコ語とホラズム・テュルク語（ホラズム・トルコ語）がチャガタイ語の前身であると考えられているが、ホラズム・テュルク語がチャガタイ語の成立にどのように関連したかは不明な点が多い。
チャガタイ語はペルシア式のアラビア文字で表記される。語彙、シンタックスはペルシア語の影響を強く受けている。チャガタイ語の詩はテュルク系民族の伝統的な音節を単位とする韻律ではなくペルシア語の韻律に基づいており、ペルシア語、アラビア語の語彙を多く含むためにペルシア語詩の伝統を継承する文学と言える。

## 歴史
15世紀以降のチャガタイ語の変遷は15世紀前半の前古典時代、15世紀後半から16世紀の古典時代、17世紀から20世紀初頭の後古典時代に分類できる。15世紀前半のティムール朝ではサッカーキー、ルトゥフィー、ハイダルらの文人が保護を受け、韻文などのチャガタイ語の文学作品を執筆した。前古典時代に属する文人の作品はナヴァーイー、バーブルら次世代の著述家にもよく知られ、古典時代のチャガタイ語文学に直結するものと見なすことができる。
15世紀のティムール朝時代のヘラート、サマルカンドなどの都市文化の発展によって、チャガタイ語、チャガタイ文学の確立が促進されたと考えられている。チャガタイ文学の確立においてはティムール朝以前のテュルク文学の伝統の影響力は強いものとは言い難く、ティムール朝の宮廷で使用されていたウイグル文字の伝統との繋がりも見られない。分野、形式、文体は古典ペルシア語、ペルシア文学の影響が強く、文人たちの関心はペルシア文学の規範に則った作品の著述に集まっていた。古典時代の作家のうち、ナヴァーイー、バーブルが残した作品は規模、内容において前古典時代の作品を大きく上回り、彼らの作品はチャガタイ文学の頂点に位置付けられる。ティムール朝で活躍したナヴァーイー、ジャーミーらのチャガタイ文学はオスマン帝国の文学作品にも影響を与えている。
ティムール朝末期の詩人・政治家であるナヴァーイーはチャガタイ語がペルシア語、アラビア語に比肩する文語であると主張し、『ハムサ（五部作）』などの多くの韻文を残し、文語としてのチャガタイ語の確立に貢献した。ティムール朝の王子であるバーブルはインドにムガル帝国を建てた後、日記とメモを元に年代記の形式を取る回想録『バーブル・ナーマ』を執筆した。ペルシア語にも堪能だったバーブルが回想録の執筆にチャガタイ語を選択した理由についてバーブル自身は何も述べていないが、当時のペルシア語の歴史書の文体は大仰な修辞に走っていたため、簡潔・明確な文章を好むバーブルの嗜好に合わなかったためだと考えられている。ナヴァーイー、バーブルは詩文だけでなく詩の理論に関する著作も残しており、バーブルは『韻律論』の中でナヴァーイーが『諸韻律の天秤』で述べた理論に批判を投げかけている。
16世紀初頭にティムール朝がウズベク国家のシャイバーニー朝（ブハラ・ハン国）によって滅ぼされた後、チャガタイ語とチャガタイ文学の伝統はウズベク人支配者に受け継がれ、ティムール朝を滅ぼしたムハンマド・シャイバーニー・ハン自身もチャガタイ語の著作を残している。17世紀以降の後古典時代はチャガタイ文学の衰退期とされ、多くの文人や詩人が作品を発表したものの、ナヴァーイー、バーブルに並ぶものは現れなかった。後古典時代のチャガタイ文学の中心地はヒヴァとコーカンドであり、ヒヴァ・ハン国の君主アブル＝ガーズィー、コーカンド・ハン国の君主ウマル・ハンとその妃ナーディラらが重要な著作家として挙げられている。
16世紀以降チャガタイ語は東トルキスタン、北インド、クリミア半島、ヴォルガ・ウラル地方にも普及し、使用範囲の拡大に伴ってチャガタイ語と西方のテュルク語、チャガタイ語とペルシア語の対訳辞書が編纂される。18世紀以降の清王朝の統制下にあった東トルキスタンのムスリム貴族の小宮廷では、多くのペルシア語の歴史書、文学作品がチャガタイ語に翻訳された。東トルキスタンで活躍した宮廷詩人としては、18世紀前半のスーフィー詩人ザリーリー、カシュガルの詩人ニザーリーらが注目されている。ホラズム地方、東トルキスタンではチャガタイ語は行政の公用語としても使用されたが、チャガタイ語の普及には文学作品の果たした役割が大きく、公用語としての役割が広域的に機能していたかは意見が分かれる。テュルク語圏ではそれぞれの地域で使用されている口語の影響を受けたチャガタイ語の地域的変種が現れ始め、これらの変種は「トゥルキー」と呼ばれることがある。1918年頃にブハラの作家・思想家であるアブドゥラウフ・フィトラトはチャガタイ談話会という文芸サークルを創設し、その活動の中でチャガタイ語の見直しに取り組んだ。フィトラトはチャガタイ語を口語の語彙と文体を取り入れた簡明な言葉に変え、テュルク系民族の「トルキスタン人」としての民族意識の高揚を図った。チャガタイ談話会の創設の前後には中央アジアの伝統的な口承文学の採集の結果を文章化しようとする試みもなされ、アルタイ山脈地方に起源を持つとされる民族叙情詩『アルパミシュ』のチャガタイ語訳が1901年、1923年に異なる著述家によって刊行された。1924年のウズベク・ソビエト社会主義共和国の建国の準備の一環として、チャガタイ語の公式名称は「古ウズベク語」に改められた。「古ウズベク語」は15世紀の著述家であるミール・アリー・シール・ナヴァーイーらの文人にウズベク人としてのアイデンティティを付与するために使用されたが、エドワード.A.オールワースは「古ウズベク語」の名称は「地域の文学史を歪めたもの」だと批判した
。
20世紀に入ると、チャガタイ語は新しく成立したウズベク語や新ウイグル語に取って代わられるが、中央アジアではチャガタイ語・チャガタイ文学の価値はなおも保たれている。カザフ語、カラカルパク語でもかつてはチャガタイ語が文章語として使用されていた。チャガタイ語はウズベク文語や新ウイグル文語の基礎となり、ウズベク語は口語の中で最もチャガタイ語の特徴を受け継いでいる言語と言われている。新疆ウイグル自治区のウルムチでは過去のチャガタイ文学の発掘紹介が盛んに行われ、新ウイグル語に書き改められた作品が多く刊行されている。

## 主な文学作品
- 『ハムサ（五部作）（ウズベク語版）』 - ティムール朝時代の文人・政治家であるミール・アリー・シール・ナヴァーイーの韻文
- 『バーブル・ナーマ』 - ティムール朝の王子であるムガル帝国の創始者バーブルが著した回想録
- 『テュルクの系譜（ウズベク語版）』 - ヒヴァ・ハン国の君主アブル＝ガーズィーが著した歴史書
- 『トルクメンの系譜（英語版）』 - アブル＝ガーズィーが著した歴史書